# Никодим (Ковалёв)
Архиепископ Никоди́м (в миру Никола́й (Нико́ла) Агафонович Ковалёв; род. 7 июля 1968, Винница) — архиерей Русской православной старообрядческой церкви; архиепископ Киевский и всея Украины (с 2016). С 2022 года фактически пребывает на автокефальном положении.

## Биография
Родился 7 июля 1968 года в Виннице. Как мать, так и отец были старообрядцами, предки которых переселились с территории современной России. Отец будущего епископа прошёл трудовой путь от землекопа до руководящей должности главного диспетчера Облагростроя, крупнейшей строительной организации в Виннице. Мать занималась церковным рукоделием: шила церковные облачения и митры, реставрировала старинную церковную утварь. С детства посещал винницкий старообрядческий храм.
В 1975 году начал обучение в общеобразовательной школе, одновременно занимаясь в школе эстетического воспитания.
После окончания восьми классов средней школы, поступил в Винницкое училище культуры и искусств. Более 26 лет преподавал ряд предметов из сферы музыкального искусства в школе эстетического воспитания. Никогда не состоял в КПСС и каких-либо других партиях. Женат не был.
31 мая 1992 года епископом Киевским и всея Украины Иоанном (Витушкиным) был поставлен во чтеца. Его духовным отцом был священник Сергий Маслов, а после его упокоения, духовным отцом всей семьи стал священник Кондрат Кляузов из села Новая Некрасовка Одесской области.
6 декабря 2009 года в Киеве архиепископом Киевским и всея Украины Саватием (Козко) был хиротонисан во диакона и определён в клир храма города Балты Одесской области.
В 2013 году епископом Киевским и всея Украины Савватием (Козко) хиротонисан во пресвитера и назначен настоятелем Троицкого храма в селе Жуковцы. После этого окончательно оставил светскую работу и полностью посвятил себя церковному служению. За время его служения в Жуковцах его попечением был подготовлен к принятию священнического сана местный уставщик Иоанн Кузьмин.
В 2015 году назначен настоятелем старообрядческого храма Покрова Пресвятой Богородицы в городе Жмеринке, а Иоанн Кузьмин стал настоятелем в Жуковцах.
18 октября 2016 года на Освященном Соборе Русской Православной старообрядческой Церкви избран для рукоположения в сан епископа на вдовствующую Киевскую епархию. 19 октября было оглашено решение Архиерейского Собора об избрании кандидата на вдовствующую кафедру Киевскую и всея Украины — все присутствовавшие на заседании Собора епископы поддержали кандидатуру иерея Николы Ковалёва. Между соборными заседаниями принял иноческий постриг с именем Никодим.
11 декабря 2016 года в Покровском кафедральном соборе на Рогожской заставе состоялась его архиерейская хиротония. Хиротонию совершили: митрополит Корнилий, епископ Донской и Кавказский Зосима (Еремеев), епископ Ярославский и Костромской Викентий (Новожилов), епископ Кишинёвский и всея Молдавии Евмений (Михеев), епископ Казанско-Вятский Евфимий (Дубинов) и епископ Томский Григорий (Коробейников). 
2-3 мая 2017 года решением Совета Митрополии назначен главой созданной тогда же комиссии по диалогу с «Древлеправославной архиепископией». Итогом диалога было решение Освященного собора от 17 октября 2017 года о признании апостольской преемственности архиерейских хиротоний Древлеправославной архиепископии и установление молитвенного и евхаристического общения с ней.
31 января—1 февраля 2018 года Совет Митрополии РПСЦ постановил возвести 29 апреля епископа Никодима в сан архиепископа.
29 апреля 2018 года в Успенском храме Киева состоялось торжественное возведение епископа Никодима в сан архиепископа, которое совершил епископ Кишинёвский и всея Молдавии Евмений (Михеев) и на торжественном богослужении также присутствовал епископ Томский и Енисейский Григорий (Коробейников), духовенство Киевской, Кишинёвской и Московской епархий.